# Red Hill (Südliche Shetlandinseln)
Der Red Hill (englisch; polnisch Czerwone Wzgórze ‚Roter Hügel‘) ist ein rund 100 m hoher Hügel auf King George Island im Archipel der Südlichen Shetlandinseln. Er ragt zwischen dem Polar Club Glacier und dem Windy Glacier auf.
Polnische Wissenschaftler benannten ihn 1980 nach den rötlichen Interkalationen aus Sandstein zwischen den Basaltschichten des Hügels.